# Pseudomallada granadensis
Pseudomallada granadensis is een insect uit de familie van de gaasvliegen (Chrysopidae), die tot de orde netvleugeligen (Neuroptera) behoort. 
Pseudomallada granadensis is voor het eerst wetenschappelijk beschreven door E. Pictet in 1865.